# 知的財産高等裁判所・東京地方裁判所中目黒庁舎
知的財産高等裁判所・東京地方裁判所中目黒庁舎（ちてきざいさんこうとうさいばんしょ・とうきょうちほうさいばんしょなかめぐろちょうしゃ、英語: Intellectual Property High Court and Nakameguro Branch of Tokyo District Court）は、東京都目黒区にある裁判所庁舎である。
ビジネス関連の訴訟を担う部署を集約した日本で初めての裁判所庁舎であり、通称として「ビジネス・コート」（Business Court）が用いられている。

## 概要
これまで東京都千代田区霞が関の東京高等地方簡易裁判所合同庁舎および中央合同庁舎第6号館C棟（東京家庭簡易裁判所合同庁舎）に所在していた知的財産高等裁判所および東京地方裁判所の商事部（民事第8部）、知的財産権部（民事第29部・第40部・第46部・第47部）、倒産部（民事第20部）が入居する。
知的財産関連の訴訟の増加やビジネスに関連した事件の国際化や複雑化、審理や手続きのデジタル化に対応した裁判所として目黒区中目黒の関東信越厚生局跡地に「東京高地裁中目黒分室」の仮称で建設計画が進められ、2020年1月に着工し、2022年8月に竣工。同年10月6日に報道関係者向けに公開され、知的財産高等裁判所が同月11日、東京地方裁判所の商事部、知的財産権部が同月17日、倒産部が同月24日より業務を開始した。

## 施設
知財高裁は5階、東京地裁は1階（倒産部）・2階（商事部）・4階（知的財産権部）に入居する。
3階は知財高裁と東京地裁共用の法廷階となっており、知財高裁用の大合議法廷を含めた18の法廷がある。
裁判官室にはウェブ会議用ブースが14か所設置され、事件当事者や弁護士とのリモートでの協議が可能となっている。

### 外観および内装
目黒川沿いの閑静な住宅地に建設されることから、周囲の景観と調和したデザインとした。外壁タイルは桜並木をモチーフとした淡いピンク色とし、グラデーション効果を取り入れることにより上層部の圧迫感を和らげる工夫がなされている。
内装は法廷の色調をモノトーンとした一方で共用部は明るい色調とし、桜をモチーフとした案内表示などが採用されている。

## アクセス
- 東急東横線・東京メトロ日比谷線 中目黒駅 東口1から徒歩8分
- JR山手線・埼京線・湘南新宿ライン・東京メトロ日比谷線 恵比寿駅 西口から徒歩11分
- 東急バス「東京共済病院」バス停より徒歩2分
- 東急バス「正覚寺」バス停より徒歩5分